# Kallioinen (sjö i Kajanaland)
Kallioinen är en sjö i Finland. Den ligger i kommunen Suomussalmi i landskapet Kajanaland, i den nordöstra delen av landet, 600 km norr om huvudstaden Helsingfors. Kallioinen ligger 205 meter över havet. Arean är 24 hektar och strandlinjen är 2,54 kilometer lång. Sjön  ingår i Uleälvens huvudavrinningsområde. 